# ユニオン駅 (ダラス)
ユニオン駅 （英語： Union Station ）は、アメリカ合衆国テキサス州ダラス サウス・ヒューストン・ストリート400にある駅。全米各地を結ぶ旅客鉄道のアムトラックのほかダラス・フォートワース都市圏の二つの主要都市、ダラスとフォートワース間を結ぶ通勤鉄道のトリニティ・レールウェイ・エクスプレス、ダラス高速運輸公社のライトレールレッドライン、ブルーラインおよびダラス・ストリートカーが乗り入れている。

## 概要
ダラス・ユニオン駅はジャービス・ハントが設計したテキサス州にある4駅のうちの一つである。ダラスで旅客営業をしていた鉄道会社7社（テキサス・アンド・パシフィック鉄道、アッチソン・トピカ・アンド・サンタフェ鉄道、セントルイス・サウスウェスタン鉄道 (Cotton Belt)、シカゴ・ロック・アイランド・アンド・パシフィック鉄道、バーリントン・ロックアイランド鉄道、セントルイス・アンド・サンフランシスコ鉄道 (Frisco)、ミズーリ・カンザス・テキサス鉄道 (Katy)、サザン・パシフィック鉄道）のターミナルを引き受けるため1914年から1916年にかけてボザール様式にて建設された。当駅は1916年10月14日に公式に開業し、1日当たり5万人の乗客と80本の列車を捌けるよう設計された。1969年5月31日、ダラス・ユニオン駅に停車する民間鉄道会社の旅客列車が廃止され、ダラスはアメリカの主要都市のなかで最初に旅客営業を失った都市となった。1971年にアムトラックが国内の主要な都市間旅客列車の営業を開始しても、ダラスには1974年3月まで営業を開始しなかった。ダラス・ユニオン・ターミナル会社は1974年3月13日に解散し、駅とヤードはダラス市に売却された。
ダラス・ユニオン駅はハイアット・リージェンシーホテルとリユニオンタワーの建設が含まれている都市再開発事業の一部としてダラス・ユニオン駅は1978年にウッドバイン・デベロップメントによって改装された。複合施設の一部として駅のコンコースと跨線橋が撤去され、エレベーターと階段がついた地下通路が作られた。駅とハイアット・リージェンシーホテルとリユニオンタワーを結ぶ空調完備の地下通路の壁にはダラスのダウンタウンと当駅の歴史が描かれた壁画がある。
ハイアット・リージェンシーホテルとリユニオンタワーの改修工事と併せた二度目の改装工事は2,300万ドルの費用をかけ2008年に完成した。駅は今もタワーの最上階レストランを所有しているウルフギャング・パック・グループによるケータリングをフィーチャーし、ユニークなイベント会場を提供している。会場はフェリス広場を見下ろす約15メートルの天井とアーチ型の窓と盛大に飾られた空間を提供し、空調完備の地下通路によりハイアット・リージェンシーホテルに繋がっている。改装工事は白い塗料、タイル、オリジナルのフロアリングなどの外観や機能を損なう復元は意図していない。
今日、ダラス・ユニオン駅はダラス高速運輸公社ライトレール、トリニティ・レールウェイ・エクスプレスや路線バスが集まる交通結節点として営業している。1996年6月14日ライトレールの駅として開業した。

## 利用可能な鉄道路線／列車

### Amtrak
アムトラックの停車する列車は下記の通り。
シカゴとサンアントニオ / ロサンゼルス間の夜行長距離列車テキサス・イーグル号 …1日1往復停車
※南行列車のシカゴ（日・火・金）出発便はサンアントニオでサンセット・リミテッド号と併結され、ロサンゼルス行きとなる。シカゴとサンアントニオ間は毎日運転。北行列車のロサンゼルス（日・水・金）出発便はサンアントニオまでサンセット・リミテッド号と併結され、同駅で切り離し。サンアントニオとシカゴ間は毎日運転。

### TRE
トリニティ・レールウェイ・エクスプレスの出発する列車は下記の通り。なお、日曜日は全便運休となる
フォートワースとダラス間のトリニティ・レールウェイ・エクスプレス …フォートワース方面 24本/日 出発 (平日) 

### DART
ダラス高速運輸公社 (DART) ライトレールは下記の通り。
レッドライン 
ブルーライン 

### ダラス・ストリートカー
ダラス・ストリートカー 

## バス
当駅から乗車できるバスは以下の通り。
路線バス
ダラス高速運輸公社 (DART) …11系統 、19系統 、21系統 、60系統 、722系統 